# Republikańska Partia Afganistanu
Republikańska Partia Afganistanu (pers. حزب جمهوریخواهان افغانستان, Hezb-e Dżomhorikhahan-e Afghanestan) – afgańska partia polityczna o charakterze republikańskim, założona w 1999 roku przez Sebghatullaha Sandżara.

## Historia
W 2003 roku podczas posiedzenia Loi Dżirgi partia poparła projekt uchwalenia nowej konstytucji; weszła ona w życie w następnym roku.
Podczas wyborów prezydenckich w 2004 roku partia poparła kandydaturę niezrzeszonej Massudy Dżalal, pierwszej w historii Afganistanu kobiety kandydującej na urząd prezydenta.
5 maja 2012 roku lider partii Sebghatullah Sandżar zginął w wypadku samochodowym.

## Mandaty doIzby Ludowej
| Wybory | Mandaty | +/− |
| ------ | ------- | --- |
| 2005   | 0/249   | –   |
| 2010   | 0/249   | –   |
| 2018   | 9/249   | 9   |